# Столеће у Алентежу
Столеће у Алентежу (порт. Levantado do Chão, 1980) роман је португалског Нобеловца Жозеа Сарамага.

## О књизи
Породична сага која обухвата готово читав 20. век у Португалији, укључујући и „каранфил револуцију“ 1974. године, када је после четири деценије срушена диктатура и успостављен демократски систем у земљи. Роман дубоко личан, Столеће у Алентежу (1980) прво је Сарамагово дело с пишчевим препознатљивим рукописом, блиставим стилом који занемарује правописне норме и специфичним гласом и хумором који уздижу његове романе до највиших остварења савремене светске књижевности.

Упечатљив портрет савремене португалске историје, овај роман испуњен је питорескним и незаборавним ликовима неколико генерација сељачке породице Мау-Темпо из Алентежа, која је са својим сународницима, махом сеоским становништвом, понела најтеже бреме португалске повести 20. века. Под Сарамаговим пером, социјална историја и приказ напорног тежачког рада на селу уздиже се до поетске метафоре о људском животу уопште и човековој вери у срећнију будућност.

## Оцене дела
„Сарамаго је велики мајстор прича о стварима које је искусио или измислио, испољавајући несвакидашње умеће да избрише границе између доживљеног и измаштаног.“ The New York Times
„Столеће у Алентежу није ни издалека тужна прича. Јединствен приповедачки стил полако, како се радња развија, претвара читаоца у учесника и увлачи га у своје неодољиве и духовите дијалоге и догађаје.“ Historical Novel Society
„Из поглавља у поглавље ређају се у овом роману предивне приче са португалског села, о којима повремено писац као да ћаска са читаоцем, што ће у каснијим романима постати заштитни знак његовог приповедачког поступка.“ Боб Корбет